# Gunnar Öhman
Lars Gunnar Öhman, född 20 oktober 1904 i Timrå församling, Västernorrlands län, död 7 oktober 1970 i Farsta församling, Stockholms län, var en svensk redaktör, politiker (kommunist) och riksdagsman (första kammaren) 1946–53 och 1955–62.

## Biografi
Till yrket var Öhman sågverks- och flottningsarbetare. Han studerade vid Brunnsviks folkhögskola 1923–24 och arbetade därefter som journalist i tidningarna Norrlands-Kuriren och Norrskensflamman. Han var ledamot av centralkommittén i Sveriges kommunistiska parti 1933–62 och partisekreterare 1943–48, samt redaktionschef för Ny Dag från 1953. 1942–54 var han ledamot av Stockholms stadsfullmäktige. Han var ledamot av riksdagens första kammare 1946–53 (för Stockholms stads valkrets) samt 1955–62 (för Göteborgs stads valkrets).
Från 1932 var Öhman gift med Rodny Fluge-Pedersen (född 1908). Tillsammans fick de två söner, Toivo (född 1933) och Ingeleif (1945–2020). Han var bror till Oscar Öhman, som vid partisplittringen inom SKP 1929 anslöt sig till de så kallade Kilbomskommunisterna, för vilka han satt i andra kammaren 1929–32. 